# Europese Politieke Gemeenschap
De Europese Politieke Gemeenschap (origineel en Frans: Communauté politique européenne (CPE), Engels: European Political Community (EPC)) begon met een eendaagse top van leiders van Europese landen. Er werd informeel gepraat over zaken als vrede en veiligheid, klimaat, economie en energie. De eerste bijeenkomst vond plaats op 6 oktober 2022.
Het idee voor het oprichten van de informele organisatie kwam van de Franse president Macron, vlak na de Russische inval in Oekraïne. De reden daarvoor was dat de gevolgen van de inval zich niet beperken tot alleen EU-landen. Vanuit de Britten, destijds nog niet lang uit de EU, klonk kritiek over de naam – die zou te veel lijken op Europese Unie. Niet-EU-landen vreesden dat het een zoethoudertje voor het EU-lidmaatschap zou zijn.

## Bijeenkomsten

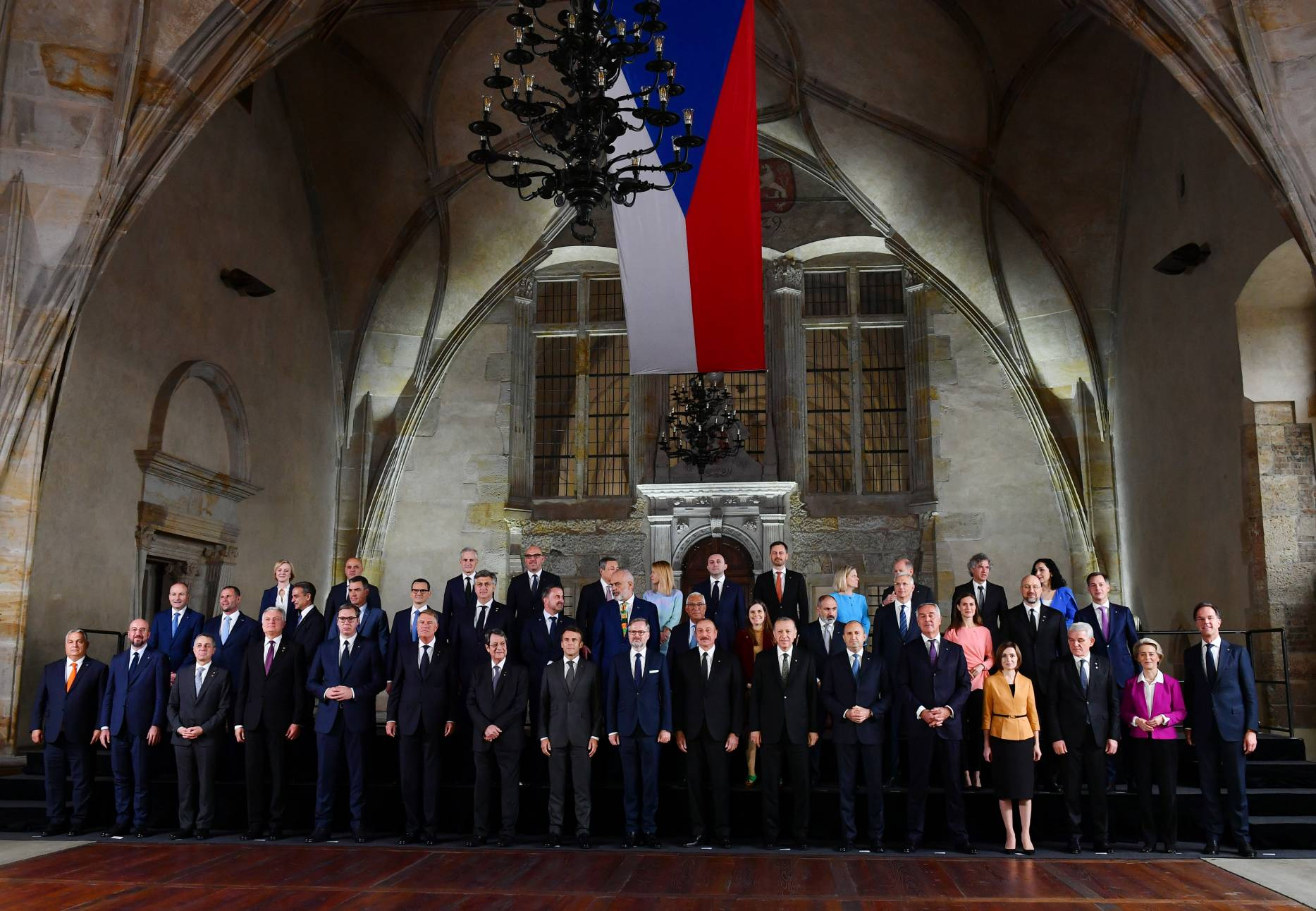
Europese leiders op de eerste EPG-bijeenkomst in Praag

Op de eerste bijeenkomst in oktober 2022 kwamen alle 44 uitgenodigde landen opdagen. Op 1 juni 2023 was Moldavië gastheer van de top: presidenten en premiers van 47 Europese landen ontmoetten elkaar in Moldavië voor een informele eendaagse top die in het teken stond van Poetins oorlog in Oekraïne. Ook andere Europese veiligheidsvraagstukken kwamen aan de orde. Rusland en Wit-Rusland waren afwezig, zij waren ook niet uitgenodigd. Verder ontbrak alleen Vaticaanstad. De locatie Moldavië was de centrale boodschap van de bijeenkomst. Het was één helder signaal aan Poetin: wij steunen de kleine frontlijnstaat Moldavië, ingeklemd tussen Oekraïne en Roemenië, die een toekomst voor zichzelf in het Westen ziet.
Op de zesde top van de Gemeenschap in Tirana, op 16 mei 2025, overwogen de Europese leiders een 18e sanctiepakket tegen Rusland.
| Nr. | Datum           | Locatie                                  | Aantal aanwezige landen |
| --- | --------------- | ---------------------------------------- | ----------------------- |
| 1   | 6 oktober 2022  | Tsjechië, Praagse burcht, Praag          | 44                      |
| 2   | 1 juni 2023     | Moldavië, Kasteel Mimi, Bulboaca         | 45                      |
| 3   | 5 oktober 2023  | Spanje, Alhambra, Granada                | 45                      |
| 4   | 18 juli 2024    | Verenigd Koninkrijk, Blenheim, Woodstock | 43                      |
| 5   | 7 november 2024 | Hongarije, Puskás Aréna, Boedapest       | 42                      |
| 6   | 16 mei 2025     | Albanië, Skanderbegplein, Tirana         | 45                      |
| 7   | 2 oktober 2025  | Denemarken, Kopenhagen                   |                         |

## Deelnemende staten
De 47 deelnemende staten zijn:

### Lidstaten uit de Europese Unie
- België
- Bulgarije
- Cyprus
- Denemarken
- Duitsland
- Estland
- Finland
- Frankrijk
- Griekenland
- Hongarije
- Ierland
- Italië
- Kroatië
- Letland
- Litouwen
- Luxemburg
- Malta
- Nederland
- Oostenrijk
- Polen
- Portugal
- Roemenië
- Slovenië
- Slowakije
- Spanje
- Tsjechië
- Zweden

### EU-kandidaat-lidstaten
- Albanië
- Bosnië en Herzegovina
- Georgië
- Moldavië
- Montenegro
- Noord-Macedonië
- Oekraïne
- Servië
- Turkije

### Potentiële EU-kandidaat-lidstaten
- Kosovo

### EVA-lidstaten
- IJsland
- Liechtenstein
- Noorwegen
- Zwitserland

### Overige deelnemende staten
- Andorra
- Armenië
- Azerbeidzjan
- Monaco
- San Marino
- Verenigd Koninkrijk